# 念珠狸藻
念珠狸藻（學名：Utricularia moniliformis）为狸藻屬多年生的小型食虫植物。其种加词“moniliformis”来源于拉丁文“monile”和“forma”，意为“念珠”和“形状”，指其块茎形似念珠。念珠狸藻为斯里兰卡的特有种。其岩生于潮湿的岩石表面，海拔分布范围约为750米至2300米。1860年，乔治·亨利·肯德里克·思韦茨最先将念珠狸藻描述为团叶狸藻（U. orbiculata）。1890年，卡尔·伊曼纽尔·埃伯哈德·格贝尔（Karl Immanuel Eberhard Goebel）也作出了相同的处理。1986年，彼得·泰勒正式将其描述为念珠狸藻。

## 外部連結
- 食虫植物照片搜寻引擎中念珠狸藻的照片 （页面存档备份，存于）

 维基共享资源上的相關多媒體資源：念珠狸藻
 維基物種上的相關：念珠狸藻